# World Series 1956
Le World Series 1956 sono state la 53ª edizione della serie di finale della Major League Baseball al meglio delle sette partite tra i campioni della National League (NL) 1956, i Brooklyn Dodgers e quelli della American League (AL), i New York Yankees. A vincere il loro diciassettesimo titolo furono gli Yankees per quattro gare a tre.
Questa finale fu una rivincita di quella dell'anno precedente. Fu l'ultima che vide la partecipazione di due squadre di New York fino al 2000; i Dodgers e i New York Giants si sarebbero trasferiti in California dopo la stagione 1957. Inoltre, fu l'ultima volta che una squadra di New York rappresentò la National League fino al 1969, quando i New York Mets (una nuova squadra nata nel 1962) compirono una delle più grandi sorprese della storia delle World Series battendo i Baltimore Orioles in cinque gare.
Queste World Series sono rimaste famose però soprattutto per la partita perfetta di Don Larsen degli Yankees in gara 5. Per questa prestazione, il lanciatore fu nominato MVP delle World Series.

## Sommario

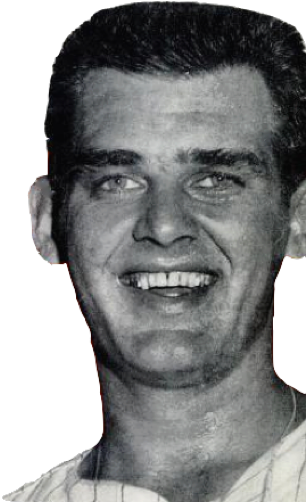
In questa edizione, Don Larsen lanciò l'unica partita perfetta della storia delle World Series

New York ha vinto la serie, 4-3.
| Gara | Data       | Risultato                                              | Stadio         | Tempo | Pubblico |
| ---- | ---------- | ------------------------------------------------------ | -------------- | ----- | -------- |
| 1    | 3 ottobre  | New York Yankees – 3, Brooklyn Dodgers – 6             | Ebbets Field   | 2:32  | 34.479   |
| 2    | 5 ottobre  | New York Yankees – 8, Brooklyn Dodgers – 13            | Ebbets Field   | 3:26  | 36.,217  |
| 3    | 6 ottobre  | Brooklyn Dodgers – 3, New York Yankees – 5             | Yankee Stadium | 2:17  | 73.977   |
| 4    | 7 ottobre  | Brooklyn Dodgers – 2, New York Yankees – 6             | Yankee Stadium | 2:43  | 69.705   |
| 5    | 8 ottobre  | Brooklyn Dodgers – 0, New York Yankees – 2             | Yankee Stadium | 2:06  | 64.519   |
| 6    | 9 ottobre  | New York Yankees – 0, Brooklyn Dodgers – 1 (10 inning) | Ebbets Field   | 2:37  | 33.224   |
| 7    | 10 ottobre | New York Yankees – 9, Brooklyn Dodgers – 0             | Ebbets Field   | 2:19  | 33.782   |

## Hall of Famer coinvolti
- Yankees: Casey Stengel (mgr.), Yogi Berra, Whitey Ford, Mickey Mantle, Enos Slaughter
- Dodgers: Walter Alston (man.), Roy Campanella, Don Drysdale, Sandy Koufax (non sceso in campo), Pee Wee Reese, Jackie Robinson, Duke Snider